# Dallas Mavericks 2002-2003
La stagione 2002-2003 dei Dallas Mavericks fu la 23ª nella NBA per la franchigia.
I Dallas Mavericks vinsero la Midwest Division della Western Conference con un record di 60-22. Nei play-off vinsero il primo turno con i Portland Trail Blazers (4-3), la semifinale di conference con i Sacramento Kings (4-3), perdendo poi la finale di conference con i San Antonio Spurs (4-2).

## Risultati
| Squadra                | V  | P  | PCT  | GB |
| ---------------------- | -- | -- | ---- | -- |
| San Antonio Spurs      | 60 | 22 | 73,2 | -  |
| Dallas Mavericks       | 60 | 22 | 73,2 | -  |
| Minnesota Timberwolves | 51 | 31 | 62,2 | 9  |
| Utah Jazz              | 47 | 35 | 57,3 | 13 |
| Houston Rockets        | 43 | 39 | 52,4 | 17 |
| Memphis Grizzlies      | 28 | 54 | 34,1 | 32 |
| Denver Nuggets         | 17 | 65 | 20,7 | 43 |

## Roster
| N° | Naz.                               | Ruolo | Sportivo          | Anno | Alt. | Peso |
| -- | ---------------------------------- | ----- | ----------------- | ---- | ---- | ---- |
| 4  | Stati Uniti (bandiera)             | GA    | Michael Finley    | 1973 | 201  | 98   |
| 6  | Stati Uniti (bandiera)             | G     | Avery Johnson     | 1965 | 178  | 79   |
| 7  | Stati Uniti (bandiera)             | GA    | Adrian Griffin    | 1974 | 196  | 98   |
| 9  | Francia (bandiera)                 | A     | Tariq Abdul-Wahad | 1974 | 198  | 101  |
| 11 | Isole Vergini Americane (bandiera) | G     | Raja Bell         | 1976 | 196  | 93   |
| 13 | Canada (bandiera)                  | G     | Steve Nash        | 1974 | 191  | 88   |
| 14 | Messico (bandiera)                 | A     | Eduardo Nájera    | 1976 | 203  | 109  |
| 17 | Francia (bandiera)                 | G     | Antoine Rigaudeau | 1971 | 201  | 95   |
| 21 | Stati Uniti (bandiera)             | G     | Adam Harrington   | 1980 | 196  | 91   |
| 30 | Stati Uniti (bandiera)             | A     | Mark Strickland   | 1970 | 206  | 95   |
| 31 | Stati Uniti (bandiera)             | G     | Nick Van Exel     | 1971 | 185  | 77   |
| 41 | Germania (bandiera)                | A     | Dirk Nowitzki     | 1978 | 213  | 108  |
| 42 | Stati Uniti (bandiera)             | C     | Evan Eschmeyer    | 1975 | 211  | 116  |
| 43 | Stati Uniti (bandiera)             | GA    | Walt Williams     | 1970 | 203  | 99   |
| 44 | Stati Uniti (bandiera)             | C     | Shawn Bradley     | 1972 | 229  | 107  |
| 45 | Stati Uniti (bandiera)             | AC    | Raef LaFrentz     | 1976 | 211  | 109  |
| 54 | Stati Uniti (bandiera)             | A     | Popeye Jones      | 1970 | 203  | 113  |

## Staff tecnico
- Allenatore: Don Nelson
- Vice-allenatori: Del Harris, Charlie Parker, Rolando Blackman, Sidney Moncrief
- Vice-allenatore per lo sviluppo dei giocatori: Brad Davis
- Preparatore atletico: Roger Hinds
- Assistente preparatore: Steve Smith
- Preparatore fisico: Robert Hackett